# 斯皮內尼鄉
44°45′N 24°33′E / 44.750°N 24.550°E
斯皮內尼鄉（羅馬尼亞語：Comuna Spineni, Olt），是羅馬尼亞的鄉份，位於該國南部，由奧爾特縣負責管轄，面積74平方公里，海拔高度270米，2007年人口2,025，人口密度每平方公里27人。